# Telescoop (optica)
Een telescoop of sterrenkijker is een optisch instrument waarmee verre voorwerpen vergroot kunnen worden waargenomen. De naam komt van het Griekse τῆλε (tèle), ver en σκοπεῖν (skopéin), zien, bekijken. Het woord televisie, half Grieks, half Latijn, betekent hetzelfde, maar hier gaat het om een heel ander toestel.
De woorden telescoop en verrekijker betekenen dus hetzelfde, maar de instrumenten zijn voor verschillende toepassingen.
VerrekijkerVoor waarnemingen op aarde, vaak met twee ogen, om in de hand te houden. Geeft (meestal door ingebouwde porroprisma's) een rechtopstaand beeld.
TelescoopVoor astronomische waarnemingen (of aardse waarnemingen op grote afstand), monoculair, moet op een statief worden gebruikt, geeft een omgekeerd beeld.
Oorspronkelijk is een telescoop een instrument dat gebruikt wordt voor zichtbaar licht. Tegenwoordig zijn er telescopen voor alle golflengtegebieden tussen radiostraling (radiotelescopen) en gammastraling. Instrumenten worden ook telescoop genoemd als de techniek verschilt van die van optische telescopen.
Om de invloed van de aardatmosfeer en lichtvervuiling te verminderen worden telescopen vaak geplaatst op een hoge berg, in een luchtballon, of in de ruimte.

## Optische telescopen

### Refractors

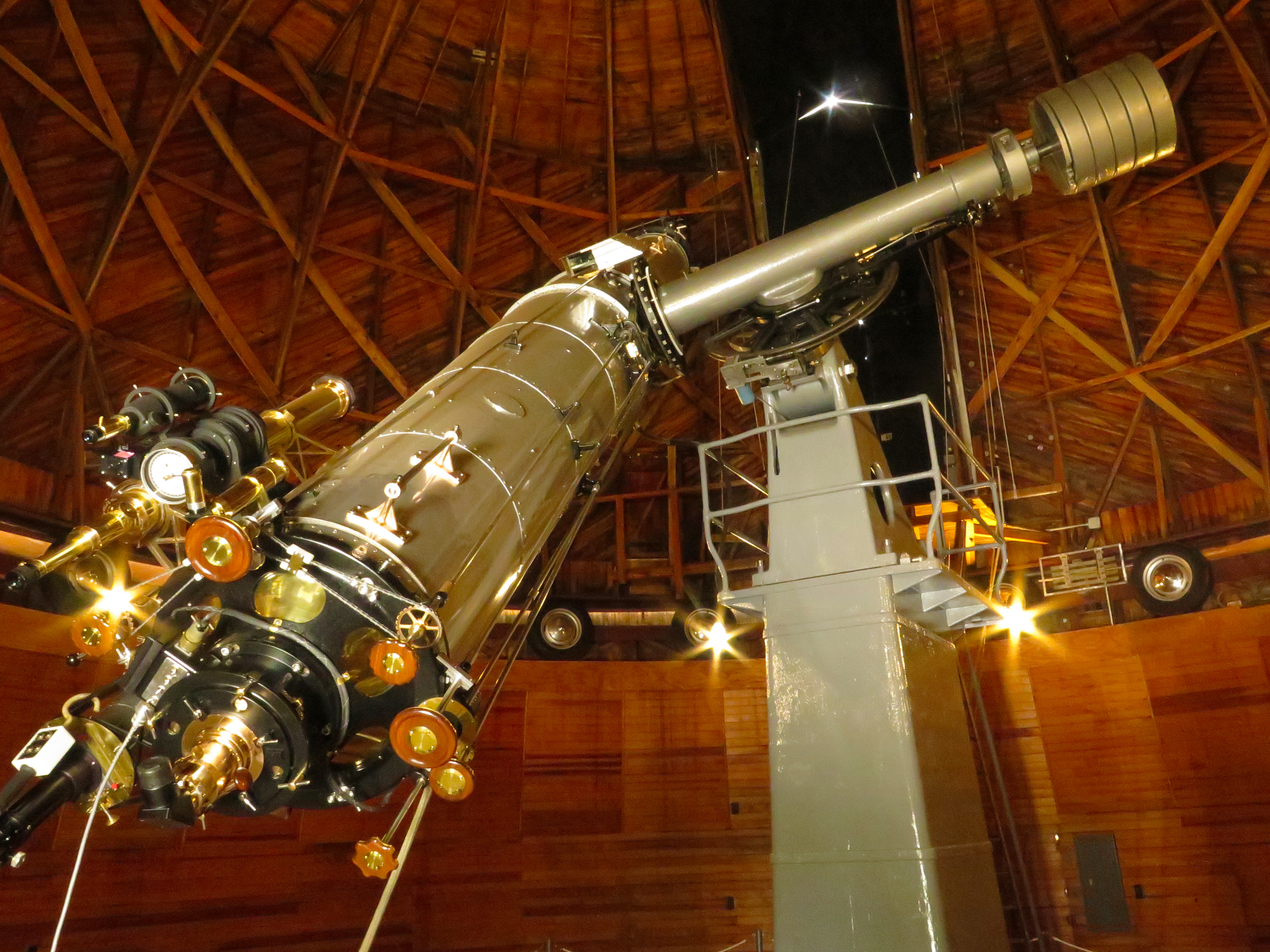
De 61-cm Alvin Clark Telescope van het Lowell-observatorium

Een telescoop die uitsluitend lenzen gebruikt, wordt wel refractor genoemd, omdat lichtstralen worden gemanipuleerd door breking. Zo'n telescoop bestaat uit minstens twee lenzen of groepen van lenzen: het objectief en het oculair. Een kleine uitvoering van een refractor is de verrekijker.
Een telescoop die bestaat uit twee positieve lenzen, keert het beeld om. Om een rechtopstaand beeld te verkrijgen zijn extra optische hulpmiddelen noodzakelijk, zoals omkeerprisma's. Bij astronomisch gebruik is daar geen behoefte aan.
De zogenoemde Hollandse kijker heeft een negatieve lens als oculair en geeft een rechtopstaand beeld, de beeldkwaliteit en maximale vergroting zijn echter minder dan met een positief oculair. De ouderwetse „telescopische” uitschuifkijkers zijn vaak van dit type; de term „telescopisch” in de betekenis van uitschuifbaar komt hiervandaan. Toneelkijkers en speelgoedkijkers zijn meestal ook Hollandse kijkers.

### Reflectors

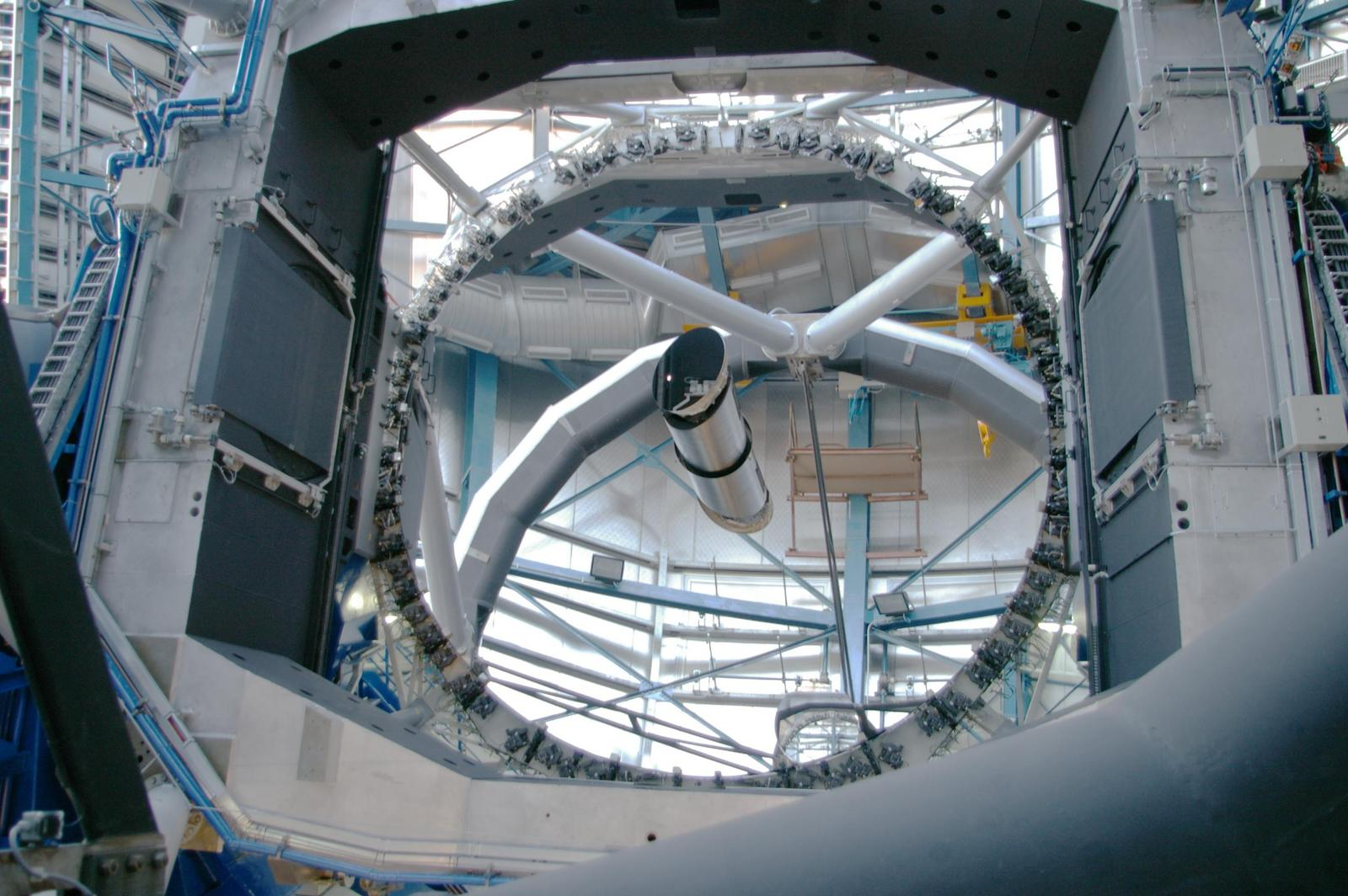
De primary mirror van een van de telescopen van de Very Large Telescope

Grotere astronomische telescopen hebben sinds het begin van de twintigste eeuw als objectief (primary mirror) meestal een spiegel. Dit soort telescopen wordt ook wel reflector genoemd, omdat lichtstralen worden geconvergeerd door reflectie.

## Geschiedenis

### "Hollandse kijker"

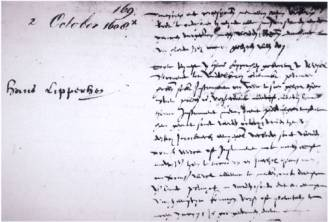
Het document waarop de octrooiaanvraag van Lipperhey vermeld staat

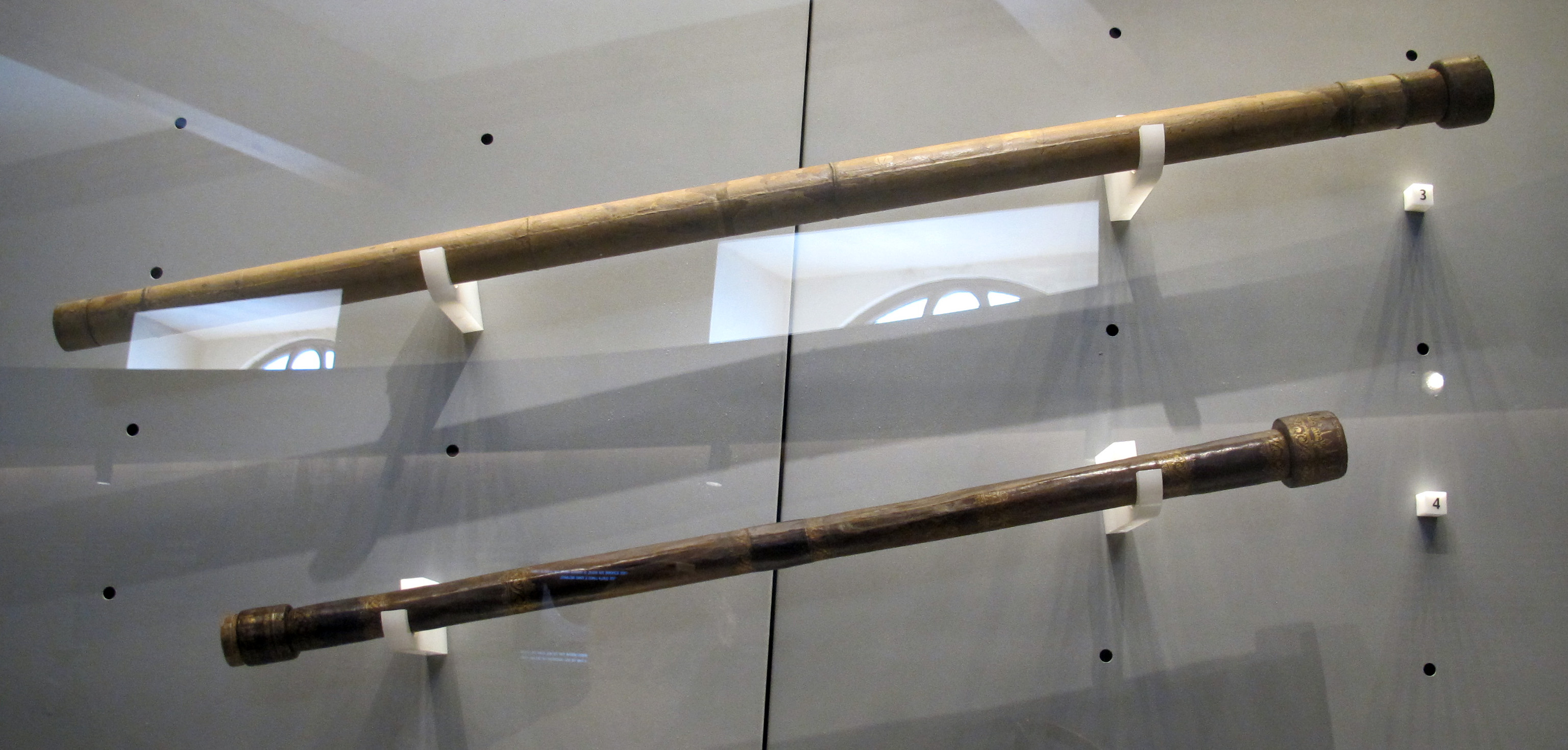
Telescopen van Galilei

De telescoop is een Nederlandse uitvinding van het begin van de 17e eeuw. In 1608 vroegen twee personen een octrooi aan op de uitvinding: op 2 oktober de Duitse Middelburger Hans Lipperhey en op 15 oktober Jacob Adriaanszoon Metius uit Alkmaar. Lipperhey beschikte over een aanbeveling van de Gecommitteerde Raden van Zeeland, maar kort nadien verwittigden zij de Staten-Generaal dat nog een andere jongeman uit Middelburg de kunst bezat instrumenten te maecken om verre dingen naeby te sien. De identificatie van deze persoon met Sacharias Jansen is niet houdbaar gebleken. Misschien was de jongeman de niet bij naam genoemde Belgicus (bewoner van de Lage Landen) die volgens Simon Marius op de Frankfurter Messe eenzelfde soort kijker voorstelde, waarvan hij naar eigen zeggen de eerste uitvinder was. Er wordt aangenomen dat Lowys Lowyssen een kandidaat kan zijn voor deze niet nader bekende persoon.
De twee octrooiaanvragen werden afgewezen. Wie daadwerkelijk de eerste uitvinder was, is niet met zekerheid te weten. De theorie dat Lipperhey de eerste was, vindt ondersteuning in zijn octrooiaanvraag en in zijn demonstratie kort voordien aan stadhouder Maurits van Nassau. Vanuit Den Haag kon toen met de voor huidige begrippen kleine telescoop de kerkklok in Delft afgelezen worden. Maurits zag meteen in wat voor revolutie dit zou betekenen in de oorlogvoering; de vijand – in die tijd Spanje – zou hiermee van verre bekeken kunnen worden. Wat hij echter ook zag, was dat de telescoop veel te gemakkelijk na te bouwen was, en dus werd er geen patent verleend. Natuurlijk werd er wel een notitie gemaakt van de patentaanvraag voor de buyse waarmede men verre kan sien.
De vraag waarom het na de uitvinding van de bril bijna vier eeuwen duurde om lenzen te combineren tot een telescoop, is in 2007 beantwoord door Rolf Willach. Hij onderwierp oude kijkers aan een Ronchi-test en toonde zo aan dat de randen van de lenzen onvoldoende sferisch waren en het beeld vervormden. Ook chromatische afwijkingen beperkten de functionaliteit. Lipperhey moet de beperkingen van de toenmalige slijptechniek hebben opgelost door de randen van het objectief te bedekken met een diafragma, zodat alleen het niet-vervormde middendeel werd gebruikt. 
Dankzij een Frans pamflet verspreidde de Hollandse kijker zich snel over Europa en leverde hij in 1609-1610 een golf van astronomische ontdekkingen op. Thomas Harriot bracht de Maan in kaart en nam zonnevlekken waar, maar het meest spectaculair was het vinden van de Galileïsche manen van Jupiter. Ze werden onafhankelijk geobserveerd door Simon Marius in Ansbach en Galileo Galilei in Padua, waarbij de Italiaanse geleerde eerst publiceerde en prioriteit kreeg. Beiden hadden een Hollandse kijker bekomen en vervolgens een verbeterde versie gemaakt. Galilei sleep daartoe zijn eigen lenzen en bekwam een vergroting van ongeveer 30×.

### Keplertelescoop

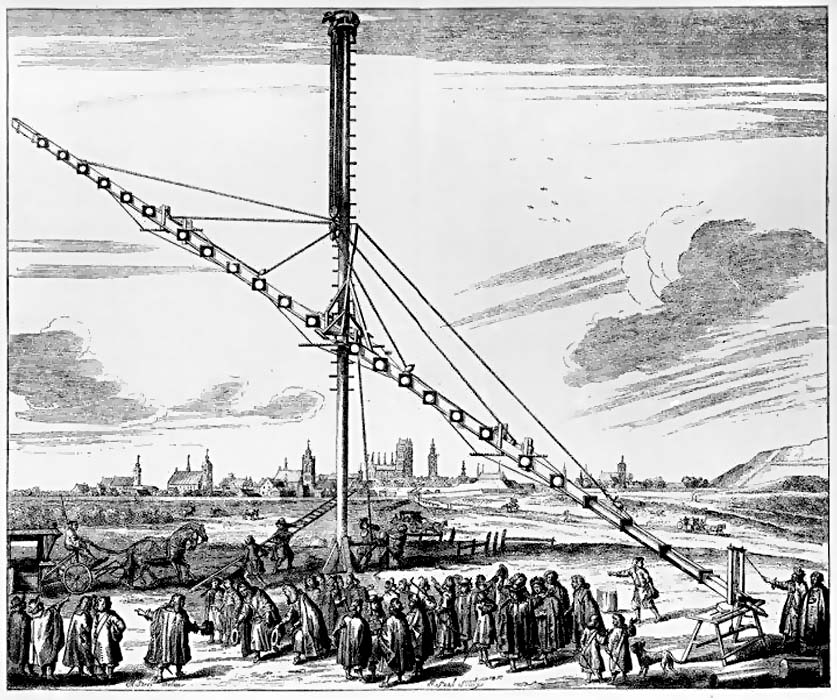
46-m Keplertelescoop van Johannes Hevelius omstreeks 1673

De Hollandse kijker had een negatief (divergerend) oculair, waardoor de beeldhoek beperkt was. Johannes Kepler ontwikkelde een variant met een positief (convergerend) oculair. De beeldhoek was daardoor groter, maar het uiteindelijke beeld stond ondersteboven. Deze staat bekend als de Keplertelescoop.
Later voegde men zogenoemde omkeerprisma’s toe om het beeld weer rechtop te zetten. Deze constructie wordt toegepast in verrekijkers en die worden dan ook vaak prismakijkers genoemd. Omkeren met een extra lens is ook mogelijk, maar daardoor wordt de kijker veel langer. Voor astronomisch gebruik wordt het omgekeerde beeld niet bezwaarlijk gevonden.

### Spiegeltelescoop

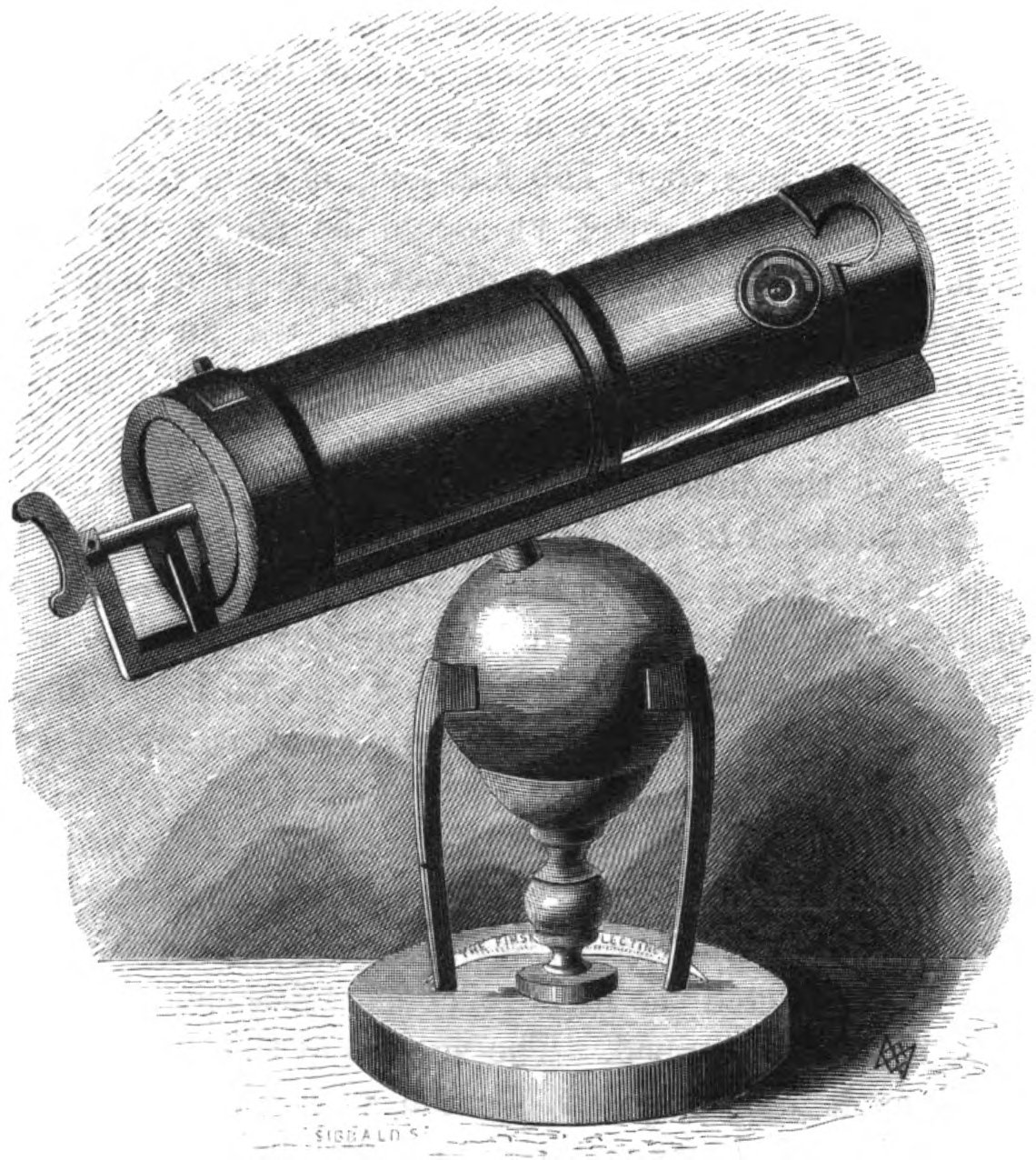
De telescoop van Isaac Newton

In 1668 gebruikte Isaac Newton een holle spiegel als objectief. Dat leidde tot de opkomst van de spiegeltelescopen.
Lenzentelescopen hebben een beperking waardoor ze ongeschikt zijn voor zeer grote vergrotingen. Hoe groter de lens, des te dikker is hij ook, en daardoor des te zwaarder. Zodoende bestaat het risico dat de lens doorbuigt, waardoor weer extra afbeeldingsfouten ontstaan. Ook is een lens duurder dan een spiegel van vergelijkbare afmetingen, doordat een lens aan twee zijden geslepen moet worden. Ten slotte geeft een lens chromatische aberratie. In de praktijk heeft een lenzentelescoop zelden een diameter die veel groter is dan een meter. Alle grotere telescopen zijn spiegeltelescopen.
Temeer daar grote telescopen meestal eenlingen zijn – dat wil zeggen niet in series gebouwd – konden steeds nieuwere varianten worden gebouwd met steeds betere specificaties en betere correctie van afbeeldingsfouten.

### Moderne ontwikkelingen

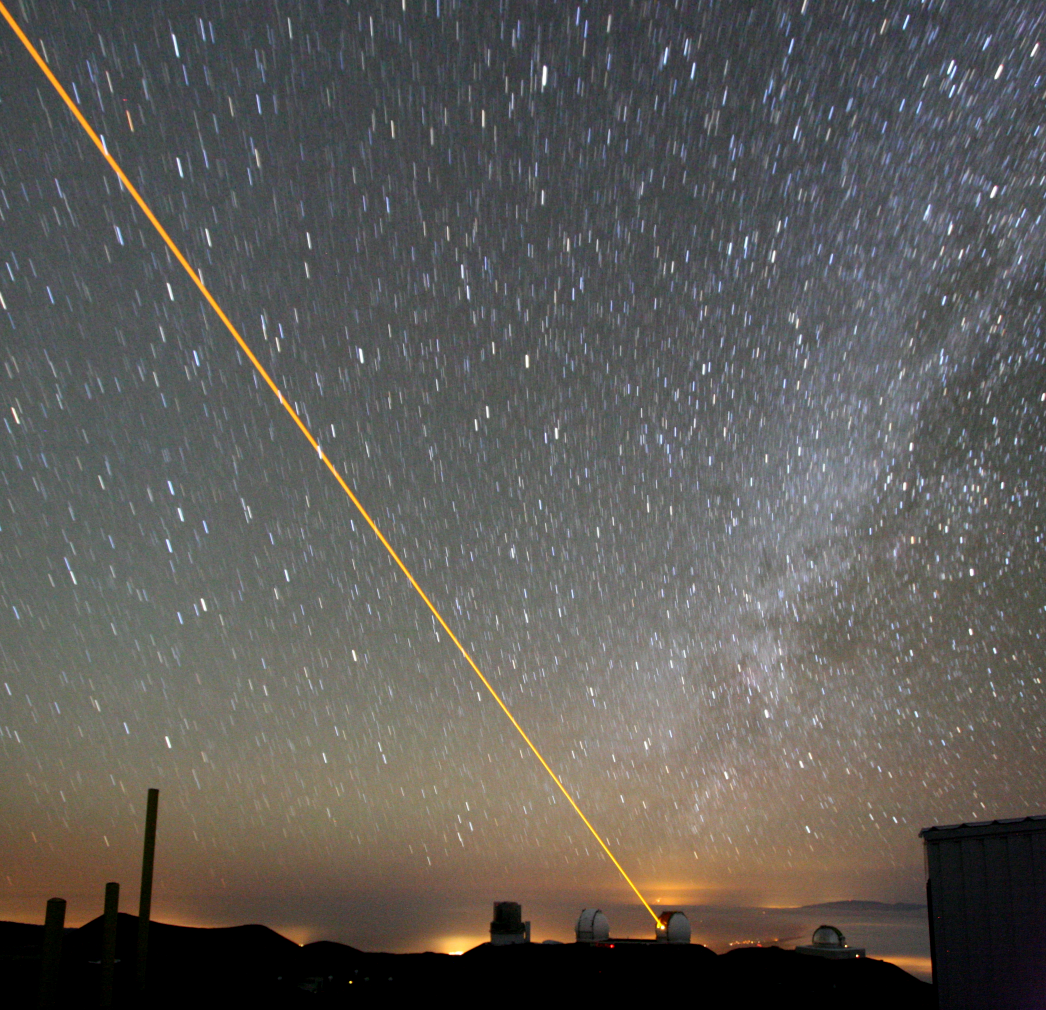
Een van de Keck telescopen gebruikt een laser als kunstmatige volgster bij de adaptieve optiek

Om beeldvervormingen door de onrust in de aardatmosfeer te compenseren zijn er tegenwoordig spiegeltelescopen met adaptieve optiek. Hierbij wordt het beeld door een computer continu geanalyseerd en de vorm van de spiegel snel bijgesteld. Dit gebeurt enkele honderden malen per seconde.
Als grote spiegeltelescopen een ster moeten volgen, zal de spiegel ten gevolge van zijn eigen gewicht iets vervormen. Moderne spiegeltelescopen gebruiken actieve optiek om deze vervorming te compenseren. Daar deze bewegingen altijd betrekkelijk langzaam zijn, is hier een correctiesnelheid van enkele malen per seconde voldoende.
Verwant hiermee is het maken van een hele serie opnamen met korte belichtingstijd en deze later digitaal te combineren. Voor amateurs is dit een goed bruikbare methode omdat een beeldsensor van een webcam van enige tientallen euro's al goed genoeg is, en omdat de bijgeleverde software vaak al de mogelijkheid biedt om filmpjes met 15 of 30 beelden per seconde te maken. Deze methode is echter alleen geschikt voor vrij heldere objecten, zoals planeten en manen.
Er bestaan ook telescopen die niet in het zichtbare frequentiegebied van het elektromagnetisch spectrum opereren. Een voorbeeld hiervan is de radiotelescoop. Maar ook de satellietschotel en de reflectoren van radarantennes werken volgens dit principe.

## Soorten telescopen

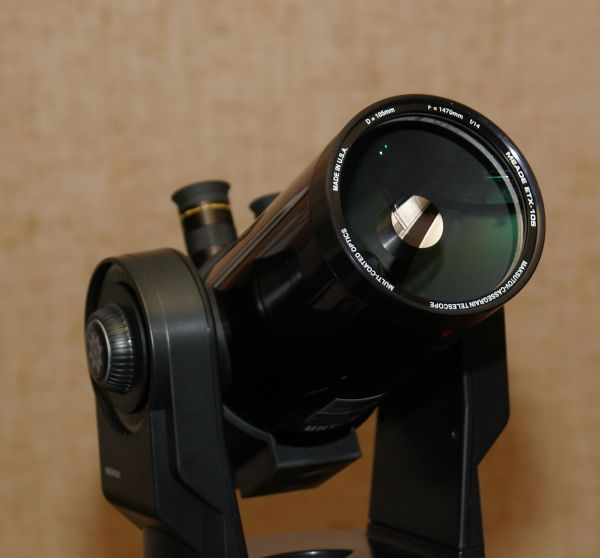
Een Maksoetov-spiegeltelescoop (diameter 105 mm)

Voor (amateur-)astronomen is er een groot aantal telescopen te koop. Ze kunnen worden onderverdeeld in drie typen: de refractor, de spiegeltelescopen of reflectoren en de catadioptrische systemen. Refractoren werken in het primaire optische systeem alleen met lenzen, reflectoren alleen met spiegels en catadioptrische systemen met een combinatie van beide.

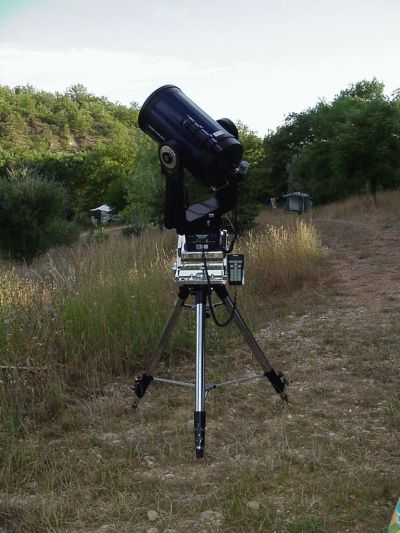
Een 10" Schmidt-Cassegraintelescoop

Refractoren: – bijvoorbeeld achromaat, apochromaat
Spiegeltelescoop: – bijvoorbeeld Newtontelescoop, Cassegraintelescoop, Kuttertelescoop
Catadioptrische systemen: – bijvoorbeeld Schmidttelescoop, Maksoetovtelescoop

## Accessoires

### Oculair en Barlowlens
Een telescoop heeft vaak een aantal verwisselbare oculairen voor verschillende vergrotingen. Bij de oculairen is meestal een Barlowlens inbegrepen.

### Omkeerprisma
Het omkeerprisma is een combinatie van twee gekruiste porroprisma's, beide gevat in een cilindervormig omhulsel, met opening om het oculair er in te plaatsen en een iets grotere opening om aan de telescoopbuis te koppelen. Het omkeerprisma dient om het waargenomen telescopisch verkregen beeld, dat op de kop staat, terug om te draaien, en aldus het waarnemen van aardse landschappen en dergelijke mogelijk te maken.

### Zoekkijker
Om het vinden van een hemellichaam te vergemakkelijken is er vaak een zoekkijker ter beschikking. Dit is een klein kijkertje dat op de telescoopbuis gemonteerd is, precies parallel aan de hoofdkijker. De zoekkijker heeft een geringe vergroting en toont daardoor een groter deel van de hemel. Bovendien heeft de zoekkijker kruisdraden. Richt men de zoekkijker op het gewenste hemellichaam, precies in het midden, dan is de hoofdkijker ook op dat hemellichaam gericht.

### Volgkijker
De volgkijker is evenals de zoekkijker een kleinere telescoop op de eigenlijke telescoopbuis. De volgkijker is meestal een betrekkelijk kleine refractortelescoop en dient om visueel na te gaan of de telescoop nog steeds gericht is naar het waar te nemen object. Dit is vooral van toepassing tijdens het fotograferen van een bepaald lichtzwak deepsky object, waarbij de belichtingstijd een niet gering aantal minuten tot een aantal uren kan bedragen.

### Volgmechanisme
Het volgmechanisme is een aangekoppeld apparaat dat dient om de telescoop een aantal minuten tot een aantal uren naar het waar te nemen astronomisch object gericht te houden. De telescoopbuis hoeft dan niet, door de rotatie van de aarde, handmatig naar het object gericht te zijn. Het volgmechanisme is vooral van toepassing tijdens astrofotografie. Het volgmechanisme kan zowel artisanaal als elektromechanisch functioneren.

### Zenitprisma
Het zenitprisma dient om telescopische waarnemingen omstreeks het zenit mogelijk te maken. Het zenitprisma is een porroprisma. Het zit beschermd in een eveneens gelijkbenig driehoekig omhulsel dat van twee ronde openingen is voorzien. Deze openingen zijn op hun beurt voorzien van cilindervormige metalen uitsteeksels, enerzijds om aan de telescoopbuis te koppelen, en anderzijds om er het oculair in te plaatsen. Er bestaan twee soorten zenitprismas. De eerste soort heeft twee lichtdoorlatende vlakken, een lichtreflecterend vlak, en twee matte zijvlakken, waarvan het grootste vlak het binnenkomend licht onder een hoek van 90° reflecteert naar het oculair. Dit prisma toont een spiegelbeeld van het telescopisch waargenomen object. De tweede soort heeft twee lichtdoorlatende vlakken, twee lichtreflecterende vlakken, en twee matte zijvlakken. Daarbij bestaat het grootste vlak uit twee haaks op elkaar staande kleinere vlakken, alle twee een hoek van 90° vormend. Dit prisma toont een leesbaar beeld. Het nadeel van de tweede soort is, dat nauwlettende waarnemers aan het telescopisch verkregen beeld kunnen zien dat het reflecterend vlak van het prisma uit twee aaneengesloten vlakken bestaat. Sommige goedkopere zenitprisma's van de eerste soort bevatten geen porroprisma's, maar wel gewone spiegels.

### Zonneprojectiescherm
Het zonneprojectiescherm is een wit vierkantvormig metalen scherm van ongeveer 15 op 15 centimeter, en toont, door middel van een projecterend zenitprisma en oculair, het vergrote zonnebeeld en zonnevlekken op het witte oppervlak. Het zonneprojectiescherm is door middel van een stang bevestigd aan de telescoopbuis. Er kan ook zonder zenitprisma geprojecteerd worden, maar dan moet het eigenlijke zonlicht afgeschermd worden door middel van een relatief grote ronde opaque schijf die rondom de telescoopbuis is gemonteerd. Het zonneprojectiescherm kan ook toegepast worden tijdens het projecteren van de winterse hoogstaande heldere volle maan. Gedurende de projectie van de volle maan moet wel gezorgd worden dat geen enkele kunstmatige lichtbron in de buurt het witte projectiescherm beschijnt.

### Zonnefilter
Het zonnefilter bestaat uit Mylar folie en kan als voorzetfilter vooraan op de telescoopbuis geplaatst worden. Het schermt het grootste gedeelte van het heldere licht en de schadelijke straling van de zon af, en aldus kan de zon op een veilige manier worden waargenomen. Er bestaan ook donkergroenkleurige zonnefilters die op het oculair kunnen bevestigd worden. Deze filters zijn te allen tijde af te raden daar ze het brandpunt opvangen dat van de telescopisch waargenomen zonneschijf afkomstig is. De temperatuur van het filter kan daardoor hoog oplopen en beschadigd raken, met blijvend oogletsel van de waarnemer tot gevolg.

### Nevelfilter
Nevelfilters zijn optische filters die afzonderlijk op het oculair kunnen bevestigd worden. Deze filters dienen om gaswolken in het melkwegstelsel beter waar te kunnen nemen. Er bestaan verschillende soorten nevelfilters, al naargelang de golflengte van het licht dat afkomstig is van het waargenomen gasvormige deepsky object.

### Maanfilter
Het maanfilter is een groenkleurig optisch filter dat op het oculair geplaatst dient te worden tijdens het waarnemen van de heldere volle maan. Dit filter mag nooit gebruikt worden om er de zon mee waar te nemen. Het maanfilter kan ook gebruikt worden om spectrumkleurige chromatische dispersieverschijnselen te vermijden die zonder filter te zien zijn aan laag boven de horizon staande heldere sterren, planeten, of de maan. Het groene filter laat enkel de centrale kleur van het spectrum door, zonder de kleuren rood en ultramarijnblauw. Een magentafilter, of violetfilter, laat de twee kleuren rood en ultramarijnblauw door, maar houdt de centrale kleur groen tegen, hetgeen resulteert in dubbele beelden.

### Polarisatiefilter
Het polarisatiefilter is eveneens een optisch filter dat op het oculair geplaatst wordt. Het kan vooral gebruikt worden tijdens het waarnemen van de eerste en laatste kwartiers maan gedurende daglichtomstandigheden. De combinatie oculair met polarisatiefilter dient handmatig in de cilindervormige fitting rond de as gedraaid te worden tot de sterkste graad van polarisatie verkregen wordt. Het telescopisch waargenomen maanbeeld steekt aldus helder af tegen de aanzienlijk verdonkerde blauwe hemel. Tijdens het waarnemen kan er eventueel ook nog een oranje of roodfilter toegevoegd worden om de blauwe hemel nog wat extra te verdonkeren.

### Cyaanfilter (blauwfilter)
Het Cyaanfilter is een cyaanblauwkleurig transparant filter dat het detecteren van de rode vlek op de planeet Jupiter mogelijk maakt. De koperkleurige schakering die in deze vlek te zien is verdonkert aanzienlijk tijdens het waarnemen van de overwegend heldere Jupiter doorheen het blauwfilter. Evenzo kan het koperkleurige oppervlak van de planeet Mars tegenover de witte poolkap verdonkerd worden.

## Kenmerken van telescopen
- Het belangrijkste nuttige kenmerk van een (astronomische) telescoop is de diameter van het objectief. Deze bepaalt niet alleen hoeveel licht er door de telescoop opgevangen wordt (en de grensmagnitude), maar ook het maximale scheidend vermogen, en dus de maximaal bruikbare vergroting. Zie hiervoor het artikel Airy-schijf.
- De brandpuntsafstand van het objectief.
- Bovenstaande gegevens bepalen de openingsverhouding als 'brandpuntsafstand'/'objectiefdiameter'. Deze verhouding heet de apertuur (in de fotografie is dit bekend als het 'diafragmagetal' (ook wel 'F-getal' genoemd)).
- De kwaliteit van de optiek. Voor optimale beeldkwaliteit moeten alle optische oppervlakken afgewerkt zijn met een nauwkeurigheid van ongeveer 1/10 van de golflengte van het licht. Dit komt overeen met ongeveer 50 nanometer. Verder spelen, zoals bij alle optiek, nog verschillende andere eigenschappen een rol, zoals de uitlijning van de onderdelen langs de optische as, en dergelijke.
- Correctie voor optische fouten, zoals sferische aberratie, chromatische aberratie en coma.
- Grootte van het beeldveld. Over het algemeen geldt dat hoe verder van de optische as, hoe groter de beeldfouten worden. Voor een groter beeldveld moet de optiek beter gecorrigeerd worden, en zal deze dus duurder uitvallen.
- De mate van vergroting is op zich geen belangrijk kenmerk. Deze wordt bepaald door de verhouding tussen de brandpuntsafstand van het objectief en die van het oculair. Oculairs met verschillende brandpuntsafstanden geven dus verschillende vergrotingen. Wel is het zo dat bij een grote vergrotingsfactor de eventuele beeldfouten van de optiek duidelijker zichtbaar worden.

Voor het waarnemen van lichtzwakke objecten zoals kometen, nevels en gaswolken wordt de optimale vergroting bepaald door de uittreepupil. Deze moet ongeveer even groot zijn als de pupil van het oog van de waarnemer. De diameter van de uittreepupil is gelijk aan de diameter van het objectief gedeeld door de vergroting. Voor een 100 mm telescoop met een vergroting van 25× is de uittreepupil dus 4 mm. Telescopen die speciaal op dit criterium ontworpen zijn worden kometenzoekers genoemd.
Door de Airy-limiet zijn bij een voor de objectiefdiameter te grote vergroting geen extra details meer te zien. Een vuistregel hiervoor is 2 keer vergroting per millimeter objectiefdiameter.
Een redelijke amateurtelescoop met een objectiefdiameter van 100 mm zal dus tot een vergroting van maximaal 200 keer bruikbaar zijn, bij nog sterkere vergrotingen verschijnen geen nieuwe details, alles wordt alleen groter en vager.
Een amateurtelescoop met een objectiefdiameter van 50 of 60 mm is dus tot hooguit 100 keer vergroting bruikbaar. Zo'n telescoop wordt echter soms geadverteerd wordt met een vergroting van 600. Daarbij komt nog dat de kwaliteit van de optiek en die van de opstelling matig is, wat de bruikbaarheid nog verder beperkt.
De grootste professionele telescopen hebben objectiefdiameters van meer dan 10 meter, en kunnen dus theoretisch tot 20.000 keer vergroten.
Professionele telescopen worden zelden tot nooit gebruikt om gewoon doorheen te kijken, meestal worden er foto's mee gemaakt (tegenwoordig digitaal met CCD's), of er worden andere meetinstrumenten, zoals spectrografen achter gehangen om metingen aan het licht van het hemellichaam te verrichten.
Een astronomische CCD-camera is erg duur. Voor een beginnende amateur zijn ook goede resultaten te behalen door een webcam of gewoon digitaal fototoestel achter het oculair te houden (zie ook digiscoping). Met een aangepaste webcam en speciale software zijn zelfs spectaculaire resultaten te behalen.

## De opstelling
Andere factoren in de bruikbaarheid van een telescoop zijn de volgende:
- De stabiliteit van de opstelling. Net zoals het geval is bij een sterke verrekijker met een vergroting van tien keer valt het beeld nauwelijks stil te houden. Hoe sterker de vergroting hoe stabieler het statief moet zijn.
- De kwaliteit van het volgmechanisme. Door de draaiing van de aarde lijken alle objecten aan de hemel een baan te beschrijven. Met het blote oog is de beweging nauwelijks te zien, met een sterke vergroting zal een ster zichtbaar bewegen en in vrij korte tijd door het beeldveld heen bewegen. Ter illustratie: bij een redelijke vergroting zal de diameter van het beeldveld 15' zijn, half zo groot als de volle maan. Een object zal in een minuut van de ene naar de andere rand van het beeld trekken. Hierom worden telescopen voorzien van een volgmechanisme dat de draaiing van de aarde compenseert en de telescoop in dezelfde richting houdt. Tegenwoordig zijn veel duurdere amateurtelescopen voorzien van computersturing en GPS-systemen, die het gebruiksgemak proberen te vergroten. Langdurige afstellingstijden om de positionering van de montering precies goed te krijgen is nu (voor waarnemingen) niet meer nodig. Voor astrofotografie luistert het echter nog steeds nauw.

## Voetnoten
1. ↑  De term werd voorgesteld door Ioannes Demisianos op 14 april 1611 tijdens een banket van de Accademia dei Lincei georganiseerd door Frederico Cesi ter ere van Galileo Galilei. Zie: Teleskopos: How the telescope got its name, The Renaissance Mathematicus, 12 juli 2011
2. ↑  A Telescope Chronology, The Renaissance Mathematicus, 4 september 2009
3. ↑  H.J. Zuidervaart, "'Uit vaderlandsliefde': Pierre Borels 'De Vero Telescopii Inventore' (1656) en het negentiende-eeuwse streven naar een gedenkteken voor de 'Ware uitvinder van de verrekijker'" in: Archief. Mededelingen van het Koninklijk Zeeuwsch Genootschap der Wetenschappen, 2007, p. 5-58
4. ↑  Hans Gaab en Pierre Leich (red.), Simon Marius and His Research, 2019, p. 160-161
5. ↑  Rolf Willach, "Der lange Weg zur Erfindung des Fernrohres" in: Jürgen Hamel en Inge Keil (red.), Der Meister und die Fernrohre. Das Wechselspiel zwischen Astronomie und Optik in der Geschichte, 2007, p. 34-126
6. ↑  Galileo's Telescope - How It Works, Museo Galileo (bezocht 16 januari 2024)